# Campeonato Amapaense de Futebol Feminino de 2024
O Campeonato Amapaense Feminino de 2024 foi a décima sexta edição deste evento esportivo, principal torneio estadual de futebol feminino organizado pela Federação Amapaense de Futebol (FAF).
O campeonato começou a ser disputado no dia 4 de abril e terminou em 16 de maio. Nesta edição, o Ypiranga sagrou-se campeão pela terceira vez, vencendo a decisão contra o Trem pelo placar mínimo.

## Formato e participantes
O regulamento do Campeonato Amapaense Feminino consistiu em três fases: na primeira, as sete agremiações participantes se enfrentaram em pontos corridos em turno único, classificando os quatro melhor colocados. Nas semifinais, dois embates eliminatórios foram formados conforme o cruzamento olímpico. Os vencedores se qualificaram para a decisão em jogo único. Os cinco participantes foram:
| Equipe         | Cidade  | Títulos                                             |
| -------------- | ------- | --------------------------------------------------- |
| Combatente     | Macapá  | —                                                   |
| Liga de Cutias | Cutias  | —                                                   |
| Macapá         | Macapá  | —                                                   |
| Oratório       | Macapá  | 8 (2009, 2010, 2011, 2015, 2016, 2018, 2019 e 2020) |
| Santana        | Santana | 1 (2017)                                            |
| Trem           | Macapá  | —                                                   |
| Ypiranga-AP    | Macapá  | 2 (2021 e 2023)                                     |

## Primeira fase
No dia 4 de abril, o torneio teve seu início com um confronto entre Combatente e Macapá, que ocorreu no Estádio Milton de Souza Corrêa. O Combatente foi derrotado com uma enorme facilidade pelo seu adversário. Em 10 de maio, a primeira fase chegou ao seu término, e os seguintes clubes garantiram sua classificação para as semifinais: Oratório, Macapá, Trem e Ypiranga.

## Fases finais
No dia 13 de maio, as semifinais do campeonato foram realizadas. O confronto entre Macapá e Ypiranga abriu a fase mata-mata, vencida a favor da segunda equipe pelo placar mínimo. No jogo seguinte, em outro embate decisivo, o Trem saiu vitorioso ao triunfar sobre seu rival, o Oratório.
Finalmente, no dia 16 de maio, o Ypiranga conquistou o título do torneio ao vencer a Trem por um placar mínimo na decisão, dando ao clube o seu terceiro título na história da competição.
|  | Semifinais                     | Semifinais |   |  | Final                          | Final |  |
|  |                                |            |   |  |                                |       |  |
|  | Milton de Souza Corrêa, Macapá |            |   |  |                                |       |  |
|  | Ypiranga-AP                    | 1          |   |  |                                |       |  |
|  | Macapá                         | 0          |   |  |                                |       |  |
|  |                                |            |   |  |                                |       |  |
|  |                                |            |   |  | Milton de Souza Corrêa, Macapá |       |  |
|  |                                |            |   |  | Ypiranga-AP                    | 1     |  |
|  |                                | Trem       | 0 |  |                                |       |  |
|  |                                |            |   |  |                                |       |  |
|  |                                |            |   |  |                                |       |  |
|  |                                |            |   |  |                                |       |  |
|  | Milton de Souza Corrêa, Macapá |            |   |  |                                |       |  |
|  | Oratório                       | 1          |   |  |                                |       |  |
|  | Trem                           | 2          |   |  |                                |       |  |